# Hasan Pepić
Hasan Pepić (* 16. März 1993 in Podgorica, BR Jugoslawien) ist ein deutsch-montenegrinischer Fußballspieler.

## Vereinskarriere
Da Pepić seit 1999 in Deutschland lebte, spielte er bis 2009 in den Jugendabteilungen des SSV Reutlingen 05 sowie die des SSV Ulm 1846. Er absolvierte danach seine Ausbildung im Juniorenbereich des VfB Stuttgart. Im Sommer 2011 wechselte er zum Karlsruher SC, wo er allerdings nur auf vier Einsätzen bei der zweiten Mannschaft kam.
Im Sommer 2012 verließ er den KSC und wechselte zum Zweitligisten Dynamo Dresden. Am 1. Spieltag der Saison 2012/13 kam er dann zu seinem Profidebüt, als er im Auswärtsspiel gegen den VfL Bochum (1:2) in der 72. Minute für Filip Trojan eingewechselt wurde. In der Hinrunde 2012/13 kam er noch zu drei weiteren Kurzeinsätzen, spielte aber auch in der zweiten Mannschaft, wo er in fünf Spielen vier Tore erzielte.
Ende Januar 2013 einigte sich Pepic mit dem Verein auf eine Vertragsauflösung, um in die Nachwuchsmannschaft von Juventus Turin wechseln zu können, wo er jedoch nur zu drei Einsätzen im Campionato Primavera kam. Anfang September 2013 unterschrieb er einen Zweijahresvertrag bei seinem früheren Jugendverein SSV Reutlingen. Zur Saison 2015/16 wechselte Pepic zum KSV Hessen Kassel in die Regionalliga Südwest. Ein Jahr später schloss er sich dem Regionalligisten Berliner AK 07 an. Ab Sommer 2017 war er zunächst vereinslos, in der Winterpause verpflichtete ihn Nordost-Regionalligist VfB Germania Halberstadt für die Rückrunde. Zur Saison 2018/19 wechselte Pepić zum Ligakonkurrenten VSG Altglienicke. Im Winter wechselte er erneut den Verein und ging zum südbadischen Oberligisten Bahlinger SC.

## Privates
Hasan Pepić wurde in Montenegro geboren und kam  1999 mit seiner Familie nach Deutschland. Sein jüngerer Bruder Mirnes ist ebenfalls Fußballprofi. Ein weiterer Bruder, Nedim, spielt für den Wuppertaler SV. Pepić spricht Italienisch, Spanisch, Englisch, Bosnisch und Deutsch.